# Huernia transvaalensis
Huernia transvaalensis är en oleanderväxtart som beskrevs av Sydney Margaret Stent. Huernia transvaalensis ingår i släktet Huernia och familjen oleanderväxter. Inga underarter finns listade i Catalogue of Life.